# Gooische Stoomtram

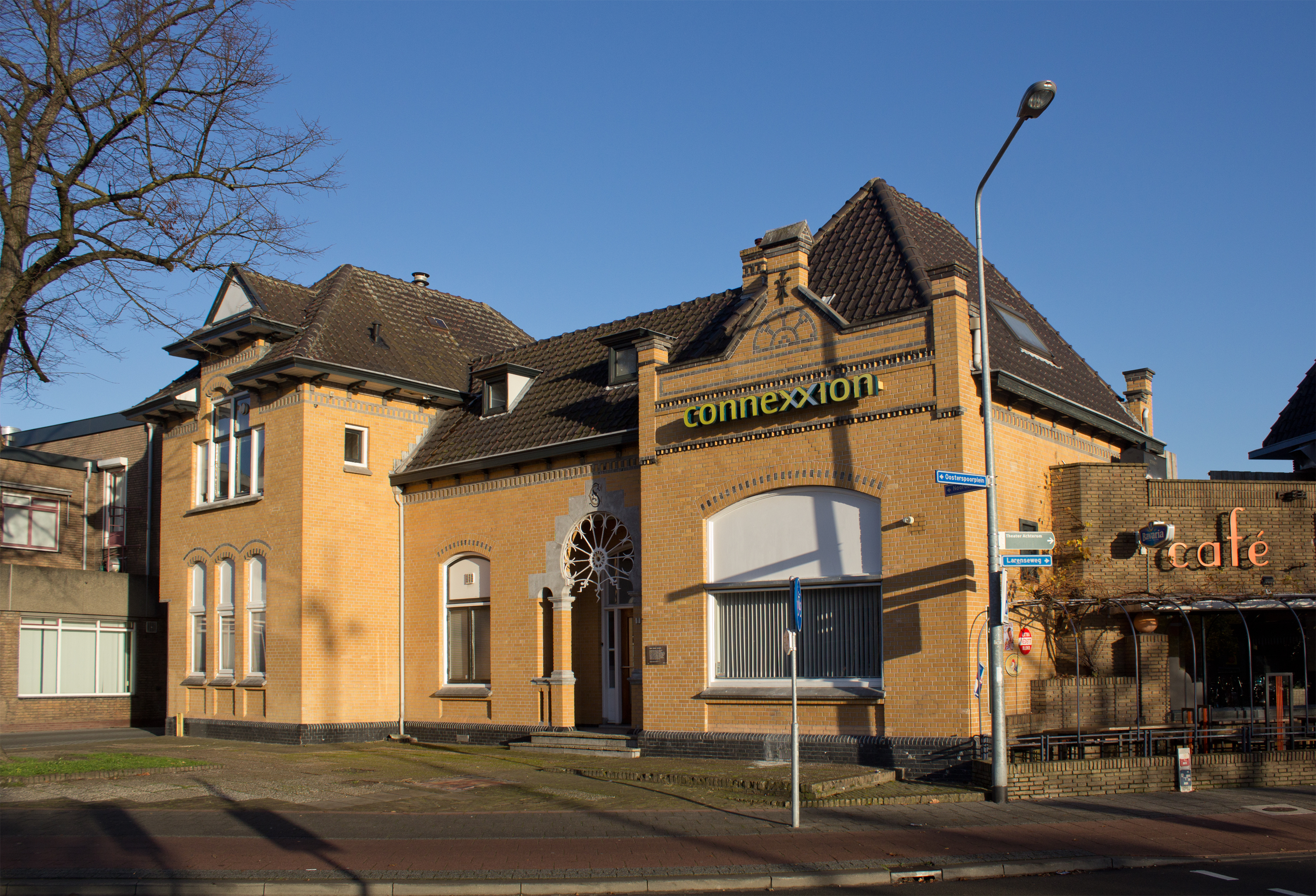
Het Stationsgebouw van de Gooische Stoomtram te Hilversum tegenover Station Hilversum bestaat nog steeds, het was lange tijd in gebruik als kantoor van Connexxion; 2013.

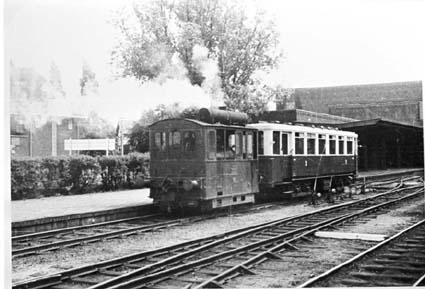
Gooische Tram met Henschel-stoomlocomotief in Station Naarden-Bussum, anno 1940. Het door MAN gebouwde rijtuig behoorde oorspronkelijk bij de motortrams.

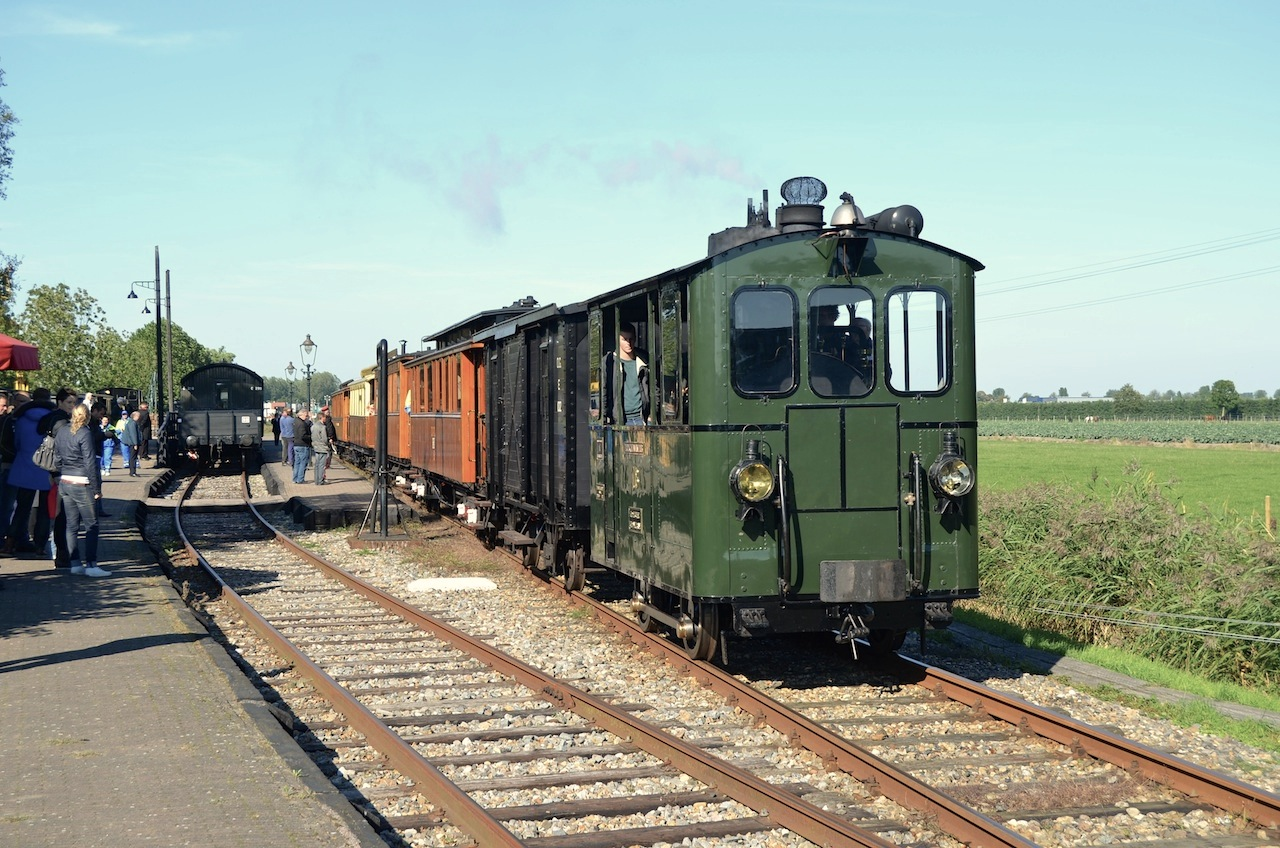
SHM loc 18 van de Gooische Stoomtram, te Wognum-Nibbixwoud; 29 september 2013.

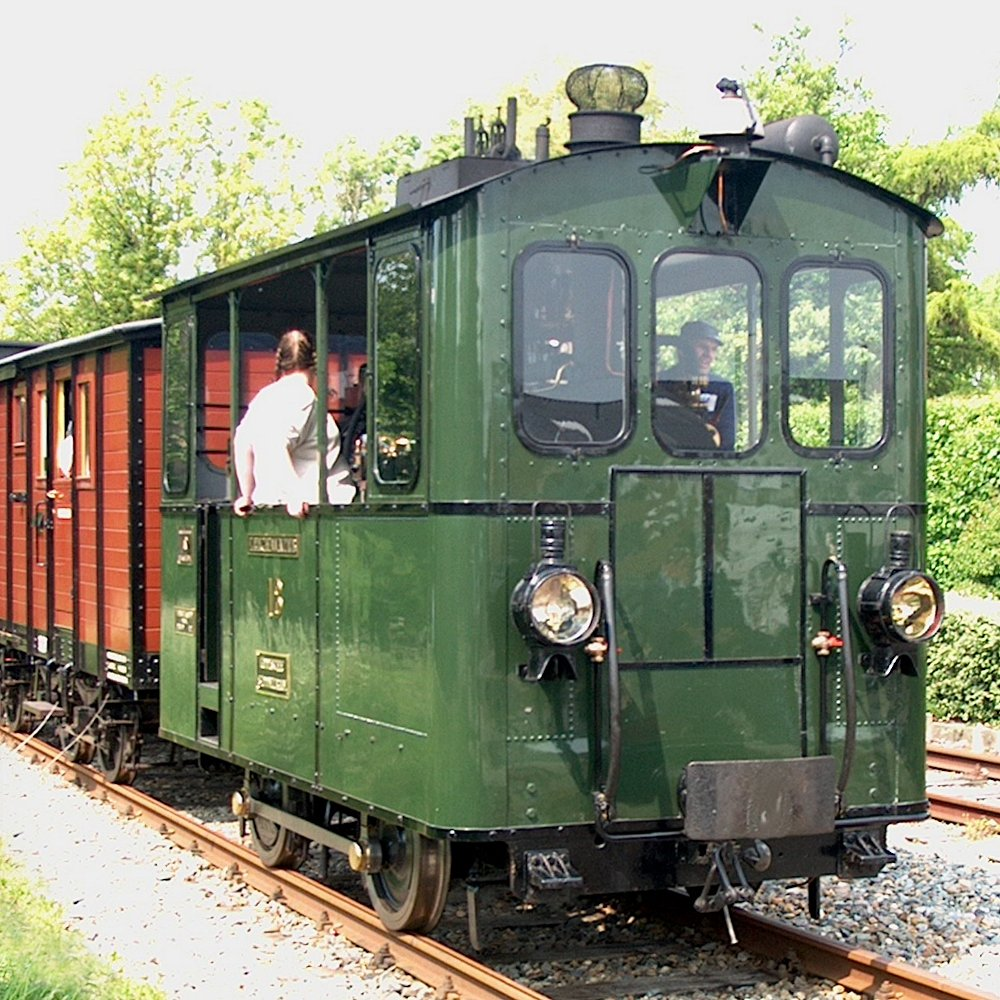
Gooische Tramloc nr. 18 bij de Museumstoomtram Hoorn-Medemblik.

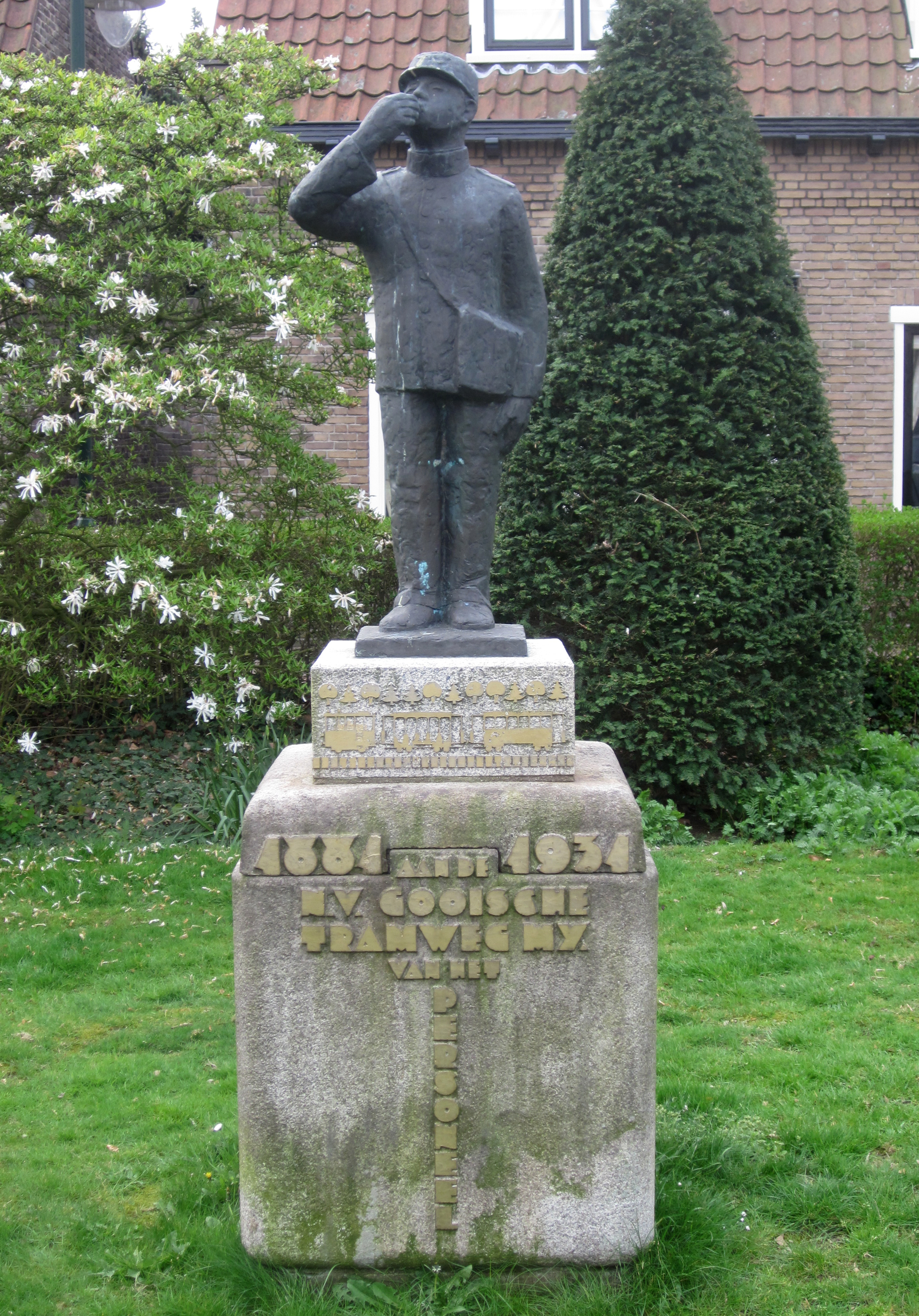
Standbeeld in Laren ter ere van 50 jarig bestaan.

De Gooische Stoomtram (GS), sinds 1930 Gooische Tramweg-Maatschappij (GoTM), gevestigd te Amsterdam-Watergraafsmeer, onderhield een tramdienst van het Weesperpoortstation in Amsterdam naar Diemen, Muiden, Muiderberg, Naarden, Bussum, Laren en Hilversum.

## Geschiedenis
In 1874 was de Oosterspoorweg, Amsterdam - Hilversum - Amersfoort tot stand gekomen, maar behalve Naarden, Bussum en Hilversum hadden de andere plaatsen in het Gooi geen station. Voor het realiseren van betere bereikbaarheid van de andere dorpen in het Gooi werd de Gooische Stoomtram opgericht op 17 december 1880. Een van de initiatiefnemers was Jan Hamdorff. Hij had een hotel in Laren en hij hoopte door een betere verbinding op meer gasten. Het traject Amsterdam - Laren werd tussen 17 mei 1881 en 15 april 1882 in fasen geopend. Tegelijkertijd met Naarden – Laren werd de tramlijn Hilversum - Huizen op 15 april 1882 in gebruik genomen.
De tram reed door smalle winkelstraten in Diemen, Muiden en Naarden. De conducteur liep soms met de rode vlag voor de tram uit om de weg vrij te maken want de tram had altijd voorrang. Van Muiden reed de tram langs de Naardertrekvaart naar Naarden. Bij de  Hakkelaarsbrug, ongeveer halverwege beide vestingsteden, kreeg de tramlijn in de zomer van 1881 een aftakking naar Muiderberg. Het strand van dit dorp aan de Zuiderzee trok in de zomer veel Amsterdammers. Aan de Brink bij het Rechthuis was het eindpunt van deze aftakking. Naast passagier brachten boeren hun melkbussen naar de tram, de tram bracht deze naar het Weesperpoortstation vanwaar de melk verder de stad in werd gebracht. Overledenen werden naar de Joodse begraafplaats in Muiderberg gebracht in speciaal daarvoor bestemde salonrijtuigen.
De tram was betrokken bij veel ongevallen en vaak met dodelijke afloop. Alleen in Naarden en Laren waren er tussen 4 februari 1926 en 11 augustus 1927 al 25 ongevallen, met acht dodelijke slachtoffers. Het zwaarste ongeval was op 7 augustus 1927. Toen botsten twee tramstellen op elkaar, ze reden op hetzelfde spoor maar in tegenovergestelde richting, waarbij vier doden vielen en zeven zwaargewonden.
Door de komst van de stoomtram werd het Gooi beter bereikbaar. De bevolking steeg van ongeveer 19.000 in 1881 naar honderdduizend in het jaar 1930.
Op 1 januari 1917 werd de op 8 november 1883 geopende Tramlijn Bussum - Huizen overgenomen van de Stoomtramweg Maatschappij Bussum - Huizen. Op 30 mei 1930 werd de Gooische Stoomtram omgedoopt in Gooische Tramweg-Maatschappij NV (GoTM). In 1944 volgde overname door de Nederlandsche Buurtspoorweg-Maatschappij (NBM).

## Materieel
De Gooische Stoomtram had in totaal een vloot van 89 rijtuigen en 19 motorrijtuigen.

### Motortrams en verbussing
In de jaren twintig werden de stoomtrams in het Gooi voor een deel vervangen door motortrams. Hiervoor werden acht vierassige motorwagens aangeschaft. Een plan tot elektrificatie ging niet door, omdat de natuurbeschermer Dr. Jac. P. Thijsse met succes bezwaar maakte tegen horizonvervuiling door bovenleidingmasten bij het Naardermeer. Blijkbaar riepen uitlaatgassen minder bezwaren op.
De aanschaf van tien moderne trammotorwagens met benzinemotoren (later vervangen door dieselmotoren) en tien bijbehorende aanhangrijtuigen in 1929-1931, waarmee de tramdienst tussen Amsterdam en Laren gemoderniseerd en versneld werd, kon niet verhinderen dat op 15 oktober 1939 de dienst tussen Amsterdam en Naarden werd vervangen door een busdienst. Aanleiding hiertoe was de sluiting van het Weesperpoortstation en de verbreding van Rijksweg 1 voor het groeiende wegverkeer. Rijkswaterstaat wilde de tram weg hebben van de te verbreden doorgaande weg tussen Diemen en Laren. Slechts enkele maanden na de verbussing en de verkoop van het materieel raakte Nederland in mei 1940 betrokken bij de Tweede Wereldoorlog met brandstofschaarste als gevolg. Hierdoor konden de bussen en resterende motortrams (tussen Bussum, Huizen en Hilversum) niet meer rijden. Enkele nog aanwezige stoomtrams werden weer voor reizigersvervoer in het Gooi ingezet, maar de rails naar Amsterdam waren in maart 1940 al opgebroken.
| Serie | Bijzonderheden | Afbeelding |
| ----- | --- | ---------- |
| 1     | Gebouwd in 1901 door Waggonbau Görlitz en Henschel waarbij de ketel, machine en de draaistellen afkomstig waren van Henschel. Het stoommotorrijtuig had 12 zitplaatsen 1e klasse en 20 zitplaatsen 2e klasse. Er was stoomverwarming en gasverlichting. In 1924 werd het omgebouwd tot een benzinemotorrijtuig. De benzinemotor werd in 1932 vervangen door een dieselmotor. Uiteindelijk eindigde het rijtuig samen met motorrijtuig 2 als noodwoning in Maarn. |            |
| 2-9   | In 1925 besteld bij deels Beijnes en deels Werkspoor. Deze motorrijtuigen hadden 31 zitplaatsen 2e klasse. Er was elektrische verlichting en verwarming vond plaats met het koelwater. Tussen 1933 en 1934 werden de benzinemotoren vervangen naar dieselmotoren. Rijtuigen 4-6 en 8-9 werden in 1939 verkocht aan de NTM en werden daar in dienst gesteld als M8, M11, M9, M12 en M10. De M8 en M10 waren rond 1945 enige tijd in Duitsland. De motor van de M9 was verdwenen en is in 1947 omgebouwd tot rijtuig C102. In 1947 werd de M11 afgevoerd na een aanrijding waarbij de bak voor een woonboot werd gebruikt. Rijtuig 7 werd in 1946 verkocht aan de NTM en als nieuwe M11 in dienst gesteld. De 2 werd een noodwoning in Maarn. Rijtuig 3 werd een kantine op het spooremplacement van Alkmaar. De M8, M10 - 12 en C102 werden in 1948 verkocht aan de Hoogovens waar ze als 95, 94, 93, 91 en 92 tot 1957 gereden hebben voor personeelsvervoer. Daarna hebben de 93 en 94 nog enige tijd bij een sportterrein in Beverwijk gestaan. |            |
| 10-19 | In 1929 en 1930 gekocht bij Nordwaggon. Rijtuigen 13, 15 en 19 werden in 1942 verkocht aan Rheinmetall/Borsig waarna het verdere lot onbekend is. Rijtuig 12 werd een schaftlokaal bij NS-depot Feijenoord. Rijtuigen 11, 12 en 18 kwamen in 1946 bij de NTM terecht. Rijtuig 11 kwam hier uiteindelijk als enige in dienst als M13. Later kwam dit rijtuig terecht bij de Hoogovens waar het dienst deed als 90 als directierijtuig. Daarna stond het rijtuig tot 1966 als kantoor op het terrein van Hoogovens. Rijtuigen 12 en 18 werden een noodwoning in Groningen. Rijtuigen 10, 14, 16 en 17 noodwoning in Hilversum. In 1973 kwam de 14 terecht bij de Tramweg-Stichting. |            |

### Rijtuigen
| Serie        | Bijzonderheden | Afbeelding                           |
| ------------ | --- | ------------------------------------ |
| 1-28         | Gebouwd in 1881 en 1882 door Beijnes. Een belangrijk deel van het reizigersmaterieel werd gevormd door 28 vierassige rijtuigen die geleverd waren tussen 1881 en 1882. 16 rijtuigen waren volledig 2e klasse. 3 rijtuigen waren volledig 1e klasse en de overige rijtuigen kenden zowel een 1e als een 2e klasse. Het totaal aantal zitplaatsen was 36. In 1900 werd een tweetal rijtuigen omgebouwd tot open rijtuigen. Tot in 1905 werden in totaal zeven rijtuigen verbouwd. De open rijtuigen werden later vernummerd tot 26-32, de bestaande gesloten rijtuigen 1-21. Afvoer begon vanaf 1934. Er zijn nog foto's gemaakt van deze rijtuigen buiten dienst gesteld in 1942. |                                      |
| 51-54        | Vier open rijtuigen, gebouwd door Beijnes in 1881. Vernummerd naar 29-32. Later weer vernummerd naar 33-36. De eerste twee rijtuigen werden in 1906 afgevoerd. In 1910 volgde de overige twee rijtuigen. |                                      |
| 55-61        | Zeven open rijtuigen met 32 zitplaatsen, gebouwd in 1881 en 1882 door Beijnes. Vermoedelijk zeer gelijk aan de paardentramrijtuigen 71-74 van de AOM. Rond 1900 vernummerd naar 33-39 en in 1904 naar 37-43. Afvoer vond plaats tot en met 1939. |                                      |
| 29-30        | Twee gesloten rijtuigen, gebouwd in 1882 door Beijnes. De rijtuigen leken op paardentramrijtuigen echter zonder balkons. Er waren dan ook geen mogelijkheden om aan de zijkant in te stappen. Dit kon alleen aan de voor of achterzijde van het rijtuig. Mogelijk zijn de rijtuigen speciaal aangeschaft voor het vervoer van stoffelijke overschotten naar de Joodse begraafplaats van Muiderberg. Ook werden de rijtuigen verhuurd voor groepen. Er waren twaalf zitplaatsen. In 1884 werden beide rijtuigen alsnog voorzien van balkons en dienden ze als paardentram voor de zijlijn tussen Hakkelaarsbrug en Muiderberg. In 1899 werden beide rijtuigen verkocht aan de NTM met nummers A13 en A14. Afvoer vond plaats in 1930. | Model Gooische Stoomtram, Muiderberg |
| 22-25        | Vier gesloten vierassige rijtuigen, gebouwd in 1904 en 1905 door Waggonbau Görlitz. De rijtuigen bestonden uit drie afdelingen, te weten een afdeling 1e klasse met 11 zitplaatsen, een afdeling 2e klasse roken met 12 zitplaatsen en een afdeling 2e klasse niet-roken met 20 zitplaatsen. In 1939 werden rijtuigen 23 en 25 verkocht aan de NTM onder de nummers C301-302. In 1942 kwamen beide rijtuigen weer terug bij de Gooische Stoomtram. Alle rijtuigen werden in 1947 een noodwoning in Hilversum. In 1974 werden vervolgens de 22 en de C302 (ex 25) door de Tramweg-Stichting bewaard gebleven. De C302 is later alsnog afgevoerd door vandalisme. De 22 rijdt tussen Hoorn - en Medemblik. |                                      |
| 33-36, 43-46 | In totaal acht open rijtuigen. De eerste vier werden in 1910 geleverd door Werkspoor. De laatste vier kwamen tien jaar later en waren gebouwd door Allan. De rijtuigen waren gelijkaardig aan elkaar maar kenden wel enige verschillen. In 1939 werden de rijtuigen buiten dienst gesteld. Uiteindelijk werden de rijtuigen in de Tweede Wereldoorlog weer in gebruik genomen, toen ook het reizigersvervoer weer ging rijden. Rijtuig 43 werd verbouwd tot een gesloten rijtuig, later ook de 34 en 35 en 45 en 36. Rijtuigen 36 en 45 werden in 1944 naar Duitsland getransporteerd maar kwamen een jaar later terug. Rijtuigen 33, 44 en 46 werden in 1942 verkocht aan Rheinmetall/Borsig en keerden niet meer terug. In 1946 werden de nog resterende rijtuigen overgebracht naar de tramlijn Alkmaar - Bergen aan Zee maar hebben daar weinig gereden. Rijtuig 34 werd in 1950 gesloopt en in hetzelfde jaar werd de 36 een noodwoning. Rijtuig 35, 43 en 45 werden gesloopt. |                                      |
| 47, 49-54    | Zeven rijtuigen die van oorsprong reden bij de Stoomtramweg Maatschappij Bussum - Huizen/Hollandsche IJzeren Spoorweg-Maatschappij (HSM). Nadat deze verbinding in 1917 overkwam bij de Gooische Stoomtram kwamen ook deze rijtuigen, gebouwd door Herbrand, over. Dit waren van oorsprong de rijtuigen 1, 3, 5-8 en 10. Deze rijtuigen hadden 22 zitplaatsen. In 1924 werden de rijtuigen 47, 49 en 53 buiten dienst gesteld. De rijtuigen 50-52 en 54 werden vernummerd naar B33-36 en gingen naar de NZHTM. De rijtuigen werden uiteindelijk afgevoerd tussen 1938 en 1941. |                                      |
| 48           | Een rijtuig dat van oorsprong reed bij de Stoomtramweg Maatschappij Bussum - Huizen/HSM. Nadat deze verbinding in 1917 overkwam bij de Gooische Stoomtram kwam ook dit rijtuig, gebouwd door Beijnes, over. Dit rijtuig reed daar onder nummer 21. Het rijtuig kende tien zitplaatsen 1e klasse en 24 zitplaatsen 2e klasse. Afvoer vond plaats in 1925. |                                      |
| 49-60        | Twaalf rijtuigen die in 1923 en 1924 overkwamen van de SS. De rijtuigen hadden daar de nummers BC111-117, C114, C116, C123, C125, BC122. Rijtuigen 53, 55-60 waren daarvoor NRC 3-4, 6-9 en 5 uit 1879. 49-50 waren NRS 13, 15 uit 1880. 51 en 54 ex SS B222 en AB114 uit 1892. 52 was ex B224 uit 1905. Bij een aanrijding tussen twee trams ging rijtuig 53 verloren in 1927. De andere rijtuigen werden in 1929 verkocht aan de Stoomtram 's-Hertogenbosch - Helmond - Veghel - Oss waar de rijtuigen voorzien werden van 1067 mm-draaistellen. Rond 1937 werden de rijtuigen afgevoerd. |                                      |
| 50-59        | Tien aanhangrijtuigen van MAN, gebouwd in 1930 en 1931 behorend bij de 10-19. In 1939 werden de rijtuigen overgenomen door NS en vernummerd naar C551-560. Rijtuigen C552, 555, 556, 559 en 558 werden in 1941 als B11-15 bij de NZH ingezet. De rijtuigen werden daar uiteindelijk in 1961 afgevoerd. De C551 ex 50 gingen in 1973 naar de Tramweg-Stichting maar is toch afgevoerd. |                                      |
| 16-21        | Zes rijtuigen die over werden genomen van de SS. Rijtuigen 16 - 18 waren van Van der Zypen, ex SS C211-213, daarvoor NCS C6-8. De 20 is van De Groot en daarvoor de SS BC211, daarvoor NCS BC1 uit 1908. De 19 en 21 waren de SS BC215-216, daarvoor de BC5 en 6 uit 1915 van Allan. In 1940 kwamen de rijtuigen in dienst bij de elektrische tram van de NZH waar ze in dienst kwamen als B21-26. In 1961 werden de rijtuigen afgevoerd. De B26 werd overgenomen door de Tramweg-Stichting en teruggebracht in de staat van de Gooische Tram 21. |                                      |

## Het einde
De stoomtramdienst voor personenvervoer in het Gooi (Station Naarden-Bussum - Huizen - Blaricum - Laren - Hilversum) bleef na de oorlog nog gedeeltelijk gehandhaafd tot oktober 1947. Daarna was nog enkele jaren alleen nog goederenvervoer tussen Station Naarden-Bussum en Huizen. Per 29 juni 1949 werd de lijn van Bussum naar Huizen overgenomen door de NS. Per 31 oktober 1958 verdween het laatste lijngedeelte van de Gooische tram definitief en werden de laatste sporen opgebroken.
In Hilversum aan de oostzijde van het spoor bestaat het door C.J. Kruisweg ontworpen stationsgebouw van de Gooische Stoomtram nog steeds met op de gevel nog de letters G.S.. Het pand is tot 2023 in gebruik geweest door rechtsopvolger Connexxion. De voormalige remise blijft nog tot 2030 in gebruik bij Transdev.
Tegenwoordig herinnert het gebouw van het oude hoofdkantoor (waar vroeger ook de remise en werkplaats was) aan de Middenweg 65-67 bij de Hogeweg in de Watergraafsmeer nog aan de Gooische Stoomtram met de tekst 'Gooische stoomtram anno 1881'. Toen deze tekst bij een schilderbeurt van het pand werd verwijderd kwamen er protesten en keerde deze terug.

## De Gooische Moordenaar
In de volksmond werd de tram De Gooische Moordenaar genoemd, wegens de vele ongevallen, die in totaal aan 117 mensen het leven kostten. Belangrijkste oorzaak was het steeds drukker wordende wegverkeer, waardoor confrontaties met de tram toenamen.
Het communistische weekblad De Tribune weet de ongevallen aan "rationalisatie en opjaagmaatregelen der directie, die met elke veiligheid spotten."

## Museumstoomtram
Van de Gooische Stoomtram zijn één Henschel-stoomtramloc (18) en twee rijtuigen (21 en 22) gerestaureerd en rijvaardig aanwezig bij de Museumstoomtram Hoorn-Medemblik, waar dit materieel regelmatig in de museumdienst wordt ingezet. Rijtuig 21 wordt gerestaureerd in de oorspronkelijke toestand als NCS-rijtuig (BC 6). Motorwagen 14 wacht daar nog op restauratie.
In 2000 werd de Stichting Gooische Stoomtram Huizen (SGSH) opgericht, die de locomotief en rijtuig 21 in september 2001 enkele dagen naar Huizen haalde waar ze over een traject van 300 meter heen en weer reden.